# Didymodon loeskei
Didymodon loeskei är en bladmossart som beskrevs av Fleischer 1923. Didymodon loeskei ingår i släktet lansmossor, och familjen Pottiaceae. Inga underarter finns listade i Catalogue of Life.